# Bunker GO-42
Bunker GO-42, Statligt objekt nr 42 (rys. государственный объект ГО-42), är en bunker i centrala Moskva i närheten av tunnelbanestationen Taganskaja (Tagansko-Krasnopresnenskajalinjen). En gång i bunkern leder till stationen. Bunkern ligger 60 meter under marken, och huvudingången uppe på marken är "kamoflerad" som ett vanligt hus av sten. Bunkern med sina 7 000 m² var tänkt som ledningscentral i händelse av krig, och byggdes mellan åren 1952–1956. Upp till 3 000 personer kunde bo där under 3 månader. 